# 珍波纹蛾属
珍波纹蛾属为鉤蛾科的一个單型属，目前僅有珍波纹蛾（Paragnorima fuscescens）一個物種，分布於中國西南部、尼泊爾、印度東北部、緬甸、泰國與越南。